# Коридорас Адольфа
Коридорас Адольфа (Corydoras adolfoi) — вид сомів з роду Коридорас підродини Corydoradinae родини Панцирні соми. Інша назва «сом помаранчевотім'яний».

## Опис
Загальна довжина сягає 5-6 см. Зовнішністю схожий на види Corydoras duplicareus, Corydoras imitator та Corydoras nijsseni. Голова помірно широка. Очі середнього розміру. Рот трохи витягнутий донизу. Є 3 пари вусів помірної довжини. Тулуб відносно короткий, спина опукла. Спинний плавець великий з 1 жорстким променем. Грудні плавці витягнуті. Жировий плавець маленький. хвостовий плавець з широкими лопатями, роздвоєний.
Забарвлення піщано-кремове. На голові є чорна поперечна смуга, що проходить через очі. Така сама смуга тягнеться від спинного плавця, уздовж гребеня. На тім'ї присутня велика пляма золотаво-помаранчевого кольору. Плавці прозорі.

## Спосіб життя
Воліє до м'якої та слабокислої води. Є демерсальною рибою. Полюбляє невеличкі річки з чорною водою та затоплені тропічні ліси. Утворює невеличкі скупчення. Активний у присмерку та вночі. Живиться хробаками, донними ракоподібними, комахами та шматками рослин. Здобич збирає з дна.
Парування і розмноження відбувається в болотах, ставках, струмках. Під час розмноження самиця відкладає до 30 ікринок діаметром 1-2 мм, які причіпляє до каміння або листя. Кладка батьками не охороняється. Інкубаційний період триває близько 4 діб.
Є однією з популярних риб серед акваріумістів через лагідний характер, невибагливість щодо їжі, гарне розмноження у неволі.

## Розповсюдження
Поширена у верхів'ях річки Ріу-Негру (муніципалітет Сан-Габріел-да-Кашуейра, штат Амазонас, Бразилія).